# Robert Bylot
Robert Bylot va ser un explorador del segle xvii que va fer quatre viatges a l'Àrtida. Era analfabet i de classe treballadora, però va ser capaç d'elevar-al rang de Mestre en la Marina Reial Britànica.
Bylot va ser primer oficial del vaixell Discovery durant l'expedició de 1610-1611 de Henry Hudson, fins a la que avui en dia es coneix com a badia de Hudson. Durant la primavera de 1611 Hudson volia continuar l'expedició, però la tripulació volia tornar a casa. Com a resultes Bylot va ser desposseït del seu rang i poc més tard hi va haver un motí en què Hudson, el seu fill i diversos mariners quedaren abandonats a la deriva en un bot. Gràcies a les habilitats com a navegant de Bylot el vaixell va poder tornar a port amb seguretat. Al seu retorn a Anglaterra, fou jutjat com a amotinat, però fou indultat.
Bylot va tornar a la badia de Hudson el 1612, aquesta vegada amb sir Thomas Button. Van arribar a la desembocadura del riu Nelson, on passaren l'hivern, i en la primavera de 1613 va continuar cap al nord, arribant a una latitud de 65º abans de tornar a Anglaterra.
En 1615 la Companyia de Moscòvia el va contractar perquè trobés el Pas del Nord-oest com a capità del seu propi vaixell, el Discovery. El viatge va demostrar que l'estret de Hudson no duia a Àsia.
El 1616 novament fou contractat per la Companyia de Moscòvia per continuar la recerca del Pas. En aquest viatge va estar acompanyat pel pilot William Baffin. El viatge va donar lloc a diversos èxits notables: circumnavegació i cartografia del que ara es diu badia de Baffin; descobriment de l'estret de Smith, a través del qual s'accedeix al Pol; descobriment de l'estret de Lancaster, a través del qual es va trobar el Pas del Nord-oest tres segles més tard i de l'estret de Jones; i que van ser capaços d'arribar a 77° 45′ de latitud Nord, un registre que no fou superat fins 236 anys després.
La recerca feta per Bylot i Baffin, a la badia de Baffin va ser qüestionada pels cartògrafs de tornada a Anglaterra. En data tan tardana com 1812, mapes de la zona només ensenyen un munt de punts amb les paraules: "la Badia de Baffin, d'acord amb la relació de W. Baffin el 1616, però ara no és creïble". Quan la badia va ser redescoberta per Sir John Ross, el 1818, les llistes d'èxits de la travessia Bylot-Baffin van demostrar ser ben precises. Sovint l'èxit de les troballes fou donat a Baffin, sent Bylot gairebé ignorat. L'historiador Farley Mowat ha especulat amb dues possibles raons per aquest fet: la poca educació i baixa condició social de Bylot en comparació amb Baffin, i la seva participació en el motí durant l'expedició de Hudson.
L'illa de Bylot, situada a l'Arxipèlag Àrtic Canadenc, està dedicada a ell.